# 絶対に笑ってはいけない警察24時
『絶対に笑ってはいけない警察24時』（ぜったいにわらってはいけないけいさつにじゅうよじ）は、2006年12月31日（日曜）21:00（午後9時） - 2007年1月1日（月曜）0:15（午前0時15分、JST）にかけてテレビ番組『ダウンタウンのガキの使いやあらへんで!! 大晦日年越しSP』として放送された企画である。日本テレビ系列（NNN加盟30局）同時ネット。視聴率は10.2%を記録した。2007年1月7日のレギュラー放送では未公開シーンが放送された。オープニングにはチャーリーズ・エンジェルの「Charlie's Angels 2000」、提供クレジットにはチープ・トリックの「ドリーム・ポリス」が使用された。

## 概要
「笑ってはいけないシリーズ」の通算4作目で、2006年10月8日に放送された「タライアンルーレット対決」で敗れた浜田雅功・山崎邦正・遠藤章造の3人が罰ゲームを受ける。
対決に勝った松本人志と田中直樹は罰ゲームの指揮者として出演。
この回からは、「職業」のシリーズとして、メンバーは「新人」の設定で行われる。
| 警察24時の参加メンバー （セリフテロップの色） | お仕置きを受けた回数                         | 第一印象                      | ニックネーム |
| --------------------------------------------- | -------------------------------------------- | ----------------------------- | ------------ |
| 浜田（青■）                                   | 174回（タイキック2回）                       | 浜田だけ制服がボロボロ        | くちびる     |
| 山崎（緑■）                                   | 169回（タイキック、ゴボウしばき合い対決1回） | ヘタレから生まれ変わった 山崎 | チ○カス      |
| 遠藤（橙■）                                   | 189回                                        | 勇ましい制服姿 遠藤           | 遠藤         |
| 藤原（黒■）                                   | -                                            | -                             | 藤原サキ     |

- 数字は罰を受けた回数、このうち一番多い人物を赤字、少ない人物を青字で示す。
- DVDは2007年12月19日に第10巻として、3枚組で発売。Blu-rayは2015年5月13日に第6巻として3枚組を1纏めにし、画質をアップコンバートして発売。
- この回から大晦日の年越し番組として放送。
- この回からハイビジョン制作を実施。ただし地上デジタル放送のみスタジオ収録部分だけがハイビジョン（HD・16:9）収録によるデジタルハイビジョン放送となり、本編罰ゲーム部分VTRは標準画質（SD・4:3）での収録による、画面両側に番組ロゴと警察署のエンブレムが入った黄色のサイドパネルが貼られるピラーボックス放送となる。地上アナログ放送及び映像ソフトではサイドカット放送となる。
- 罰を受けるメンバーが四つん這いの体勢にさせられていた最後の回。[2]
- シリーズの中では罰を受けた回数で遠藤が1位となった唯一の回。

### 舞台
「しゃくれ警察署（-けいさつしょ）」として、静岡県御殿場市にあった富士フェニックス短期大学でロケが行われた（画面に富士急行のバスが映っていた）。
- 交通機動隊の訓練所は、静岡県御殿場市小山町にある「ミニボートピア富士おやま」（2015年3月24日開業）の建立前の敷地が使用された。

### ルール
3人は警官に扮し、門を通過したところからスタート。笑った時の罰は、屈強なアメリカンポリスに警棒でお尻をシバかれるといった内容。笑ってはいけないシリーズで、罰隊に外国人が参加しているのは今回のみであったが中盤以降はアメリカンポリスに扮した日本人が執行することがほとんどだった。
判定方法は「きき企画」の不正解BGMが流れ、「○○ OUT」（全員の場合は全員の名前を入れる）と放送されて罰が執行される。ポリス達はメンバーが笑ったと判定されると、該当者のもとへ行き四つん這いまたは前屈みにさせてから罰を執行する。（前屈み姿勢は外でのロケや研修室以外の室内・罰ゲームの中盤以降からとることが多くなった。）
交通機動隊の訓練参加中は、笑っても罰は執行されないが、驚いたり悲鳴をあげたら執行された。

## スケジュール
- 09:00 - 罰ゲーム開始 ⇨ 受付 ⇨ 刑事課 ⇨ 刑事二課 ⇨ 新人研修課
- 10:30 - 犯罪撲滅強化集会
- 11:30 - パトロール ⇨ ガソリンスタンド ⇨ 交通機動隊訓練
- 13:00 - 昼食
- 14:00 - 爆弾事件現場へ急行
- 15:40 - 仕掛人・田中が作戦本部に到着
- 15:55 - 仕掛人・松本が作戦本部に到着
- 16:30 - 警察官育成ビデオ
- 18:00 - 取調べの講習会
- 19:00 - 板尾巡査の葬式、夕食
- 20:00 - Ｗジーパンズが訪問、タイキック付き罰ゲーム
- 21:00 - 研修生歓迎会
- 22:00 - 警察医学の勉強会
- 23:00 - 飲酒検問
- 00:00 - 囚人レクリエーション
- 01:00 - 就寝、「ゴボウしばき合い対決」
- 02:00 - 教材ビデオ「知能犯の頭脳分析」
- 07:00 - 起床、朝食
- 08:00 - 研修課程修了式 ⇨ 罰ゲーム終了

## 出演者
罰ゲーム参加者
- 浜田雅功（ダウンタウン）
- 山崎邦正
- 遠藤章造（ココリコ）

罰ゲーム指揮者
- 松本人志（ダウンタウン）
- 田中直樹（ココリコ）

引率
- 藤原寛 - 「5代目スケバン刑事・藤原サキ」と名乗り、語尾に「ぜよ」を付けていた

署内
- おばちゃん1号（浅見千代子） - 白バイ隊長
- 菅賢治 - 連続殺人事件の指名手配犯パネル、結婚詐欺師の指名手配犯ポスター
- 麗子さん - 署の事情通
- ゆうたろう - 刑事課のボス
- 小野寺昭 - 刑事課の刑事、ニックネームは「殿下」
- 筋肉刑事 - 刑事二課、元ボディビルダー
- おしどり刑事 - 刑事二課、夫婦喧嘩なしの夫婦
- 歌舞伎刑事 - 刑事二課、日本の伝統を守る
- 松島トモ子 - 刑事二課
- 千秋 - 写真
- 山下真司 - しゃくれ署の署長
- 三上課長 - 東北弁で話す少年課の課長
- 城みちる - イルカ刑事
- 加藤陽貴 - 機動隊長、訓練に参加しなかった劇団ひとりを理不尽に叱る
- 劇団ひとり - 機動隊員、訓練に参加しなかったとして叱られる
- たむらけんじ - 変質者
- ジミー大西 - 生活安全課の婦人警官、史上最悪の知能犯
- 中村喜伸 - 昼食の弁当を持ってきたロボコップ
- 星田英利 - 刑事二課、敏腕麻薬捜査官
- 岡本信人 - 他局テレビドラマの中華店店員

留置場
- 原西孝幸（FUJIWARA） - 囚人番号256番
- 原西のおかん - 囚人番号7番
- TIM（レッド吉田・ゴルゴ松本） - 囚人番号56番・57番
- 吉村崇（平成ノブシコブシ） - 囚人番号117番
- 村上ショージ - 取り調べのプロ「落としの村さん」
- 輪島功一 - 取り調べのプロ「カエル落としのワーさん」
- 梅宮辰夫 - 面通しで登場する容疑者

交通機動隊訓練
- 水木一郎 - ガソリンスタンドの店員
- 六平直政 - 交通機動隊の鬼隊長
- 覆面パトロールカー運転手

爆発物処理
- 海原はるか（海原はるか・かなた） - 本庁の生え抜きエリート
- 板尾創路（130R） - 巡査・爆発物処理班隊員

板尾巡査の葬儀
- 板尾の嫁（シェリー） - 音楽葬の最中に踊り出す女
- ヘイポー（斉藤敏豪） - 巡査、板尾巡査の友人
- 島木譲二（吉本新喜劇のベテラン俳優） - 葬式の来客で板尾巡査の知人

監察
- 西川史子 - 監察医
- 大沼朗裕 - 警察医学の実験用素材①（清掃員）
- 温水洋一 - 警察医学の実験用素材②
- 中村喜伸 - 警察医学の実験用素材③（変質者）

時報VTR
- 千秋 - 10時の時報VTR
- 欧陽菲菲 - 19時の時報VTR
- 見栄晴（欽ちゃんファミリー） - 20時の時報VTR
- 大崎洋（当時:吉本興業取締役副社長） - 21時の時報VTR
- 千葉真一 - 2時の時報VTR　この時はロサンゼルスからの予報のつもりで「サニー千葉」と書かれていた

物真似（新人研修生歓迎会）
- ノブ&フッキー（フッキー・ノブ） - 谷村新司・堀内孝雄（アリス）の物真似
- 神奈月 - 井上陽水の物真似
- 友近 -  キャサリン（『ビバリーヒルズ青春白書』）の物真似
- なだぎ武（当時・ザ・プラン9） - ディラン（『ビバリーヒルズ青春白書』）の物真似
- 中村喜伸 - 舘ひろしの物真似

飲酒検問
- 東幹久 - デート中に車で通りかかった男
- 森進一のそっくりさん - 偶々車で通りかかった男
- 山田花子 - 泥酔状態で通りかかった女

その他
- 今夜が山田 - 就寝中に叫ぶ男
- 山田真一 - 就寝中に「ショウヘイヘーイ」を連呼
- モリマン（モリ夫・種馬マン） - ゴボウしばき合い対決

## 主な出来事
オープニング
- 浜田・山崎・遠藤の3人はバスを降り、スタート地点のしゃくれ警察署に到着。そこに現れたのがスケバン刑事・藤原サキ（藤原）。3人は警官に扮し（浜田のみ服がボロボロ）、正門を通ってスタートする。
- 最初に笑ったのは、白バイ隊出動時にサイドカーに乗り込んだ隊長であるおばちゃん1号の敬礼姿を見て吹き出した山崎。
- 受付で署の事情通から話を聞くが、なぜか2リットルのペットボトルに入ったお茶を飲み続けており会話が出来ない。

研修室
- 警察手帳が配布されるがその顔写真は、浜田が吉本興業入社当時の写真、遠藤は1991年にデビュー当時（20歳）の写真、山崎は自身のオモシロ顔が貼られていた。三種の神器が配られるも山崎だけは拳銃が子供用のおもちゃ、警棒が牛蒡だった。
- 警察手帳に書かれている警察官の心得に読み方の難しい言葉が混ざっており、藤原の求めで全員が顎をしゃくらせた状態で復唱する。さらに漢字には少し弱い遠藤が何度も言葉を言い間違え笑いを誘った。
- 「高校」よりも机の引き出しに仕掛けが増加。遠藤は大量の千秋の写真、山崎はビックリ箱、浜田はバナナ×5房と食べ終わったバナナの皮があった。その後、千秋のVTRで10時の時報が知らされた。

交通機動隊訓練
- 機動隊の訓練に参加するためパトカーに乗り込むが、後部座席の足元に弁当のケースが散乱し、浜田のみシートベルトが綱だった。
- ガソリンスタンドでの給油中、水木が「ゼーット!」と大声で叫びながらメンバーの笑いを誘い、その度にパトカーから出て罰を受けた。
- 交通機動隊の訓練では、1人ずつ車両の後部座席に乗車しスタントマンが運転する過酷な走行(ドリフト・片輪)に耐える。山崎の回は後部座席の左側ドアが開く⇨外れる⇨ボンネットから煙が発生、遠藤の回は車両が横転した。この時に使用された車種は、スカイライン(R33)とグロリア(Y33)で浜田と遠藤がそのR33で山崎のみY33であった。
- しゃくれ署の正門付近に変質者（たむらけんじ、中村P）が現れた。
- しゃくれ署内に入ろうとしていると訓練をさぼった3人の機動隊員が怒鳴られており、その内の1人である劇団ひとりにだけは容赦ない制裁が加えられた。

爆弾処理＆葬式
- 爆発物処理班隊員の板尾は爆弾の解体処理を試みるが失敗、殉職したとして葬儀が執り行われた。故人の意向により本人が大好きだった曲が流されるも、「高校」に続き板尾の嫁が軽快なステップで踊り出す。

ゲーム
- 3人と藤原を加えて黒ひげしりとりで対決。しりとりをして言葉の文字の数だけ剣を刺し、黒ひげが飛んだ人はタイキックを受けるというルールで行われた。1回目は浜田が「蚊」と答えて1本のみ刺すも黒ひげが飛んでしまい、タイキックを受けた。2回目は山崎が「かに」と答え、1本目で黒ひげが飛んでしまいタイキックを受けた。
- 早口言葉で対決。「バスガス爆発」を3回言い、間違えるとタイキックを受けるというルールで行われ、浜田が「ガス爆発」といきなり間違えてしまい2回目のタイキックを受けた。

その他
- 教材ビデオの「知能犯の頭脳分析」では、知能犯のジミーが瓶の匂いにむせた瞬間に2007年の年が明けた。
- 就寝中に笑福亭笑瓶を呼ぶ「ショウヘイヘ～イ」や「今夜が山田」が連呼。山崎は熟睡し罰は回避されたが、モリマンが乱入して、ゴボウしばきあい対決が行われビンタをされる。
- メンバーを藤原が起こすシーンで、藤原は『アンパンマン』のしょくぱんまんの被り物で登場したが、DVD版では版権等の関係からか、藤原の顔写真に差し替えられていた。

## スタッフ
- ナレーター：槇大輔
- 企画構成：松本人志、浜田雅功
- 構成：高須光聖、塩野智章/鈴木雅貴、竜泉、西田哲也、久保貴義、八代丈寛
- 技術：NiTRo
- TD/SW：林洋介
- CAM：海野亮
- 照明：山内圭・森田恵太郎（KYORITZ）
- MIX：木村宏志
- AUD：南雲長忠
- モニター：池山浩昭（ジャパンテレビ）
- 美術：林健一・渡辺俊太（日テレアート）
- 大道具：入江豊
- 小道具：小川洋一
- 持ち道具：三野尚子
- 衣装：鈴木圭一
- 電飾：原口まどか
- 番組HP：4Cast.co.jp
- 編集：川崎孝之・渡辺康子（TDKビデオセンター）
- MA：日吉寛（TDKビデオセンター）
- 音効：梅田堅（佳夢音）
- TK：前田淳子
- スチール：岡田稔
- スタイリスト：高堂のりこ、北田あつ子
- メイク：興山洋子
- 協力：吉本興業
- 制作協力：Fact
- デスク：内野幸
- アシスタントディレクター：但木洋光、岡本健吾
- ディレクター：高橋敬治/田中竜登、堤本幸男、小紫弘三、高浦千明、大沼朗裕
- プロデューサー：中村喜伸、小林宏充
- 監修：柳岡秀一
- 総合演出：斉藤敏豪
- プロデューサー・演出：大友有一
- チーフプロデューサー：菅賢治
- 製作著作：日本テレビ